# 貝塚劇場
貝塚劇場（かいづかげきじょう）は、かつて存在した日本の映画館、およびその経営における屋号である。第二次世界大戦後の1951年（昭和26年）1月、大阪府貝塚市に開館した。戦前からの映画館の流れにあって、1966年（昭和41年）には同市内最後の映画館となったが、1982年（昭和57年）には閉館した。

## 沿革
- 1951年1月 - 開館[1]
- 1966年 - 貝塚市内の映画館が同館1館のみになる[7][8]
- 1982年 - 閉館[12][13]

## データ
- 所在地 : 大阪府貝塚市海塚町92番地[1][2][7][8][9][10][12][13]
  - 現在の同府同市海塚92番地、跡地は駐車場。

北緯34度26分44秒 東経135度21分37秒 / 北緯34.44556度 東経135.36028度
- 経営 : 
  1. 西村昇 （1951年[1] - 1962年[2][3]）
  2. 西村克己 （1962年[4][6] - 1970年前後、西村克巳とも）
  3. 川崎田三郎 （1970年前後[9][10] - 1980年[11]、川崎旧三郎とも[10]）
  4. 細田義一 （1980年[11] - 1982年[12][13]）
- 構造 : 木造二階建[1][2][7][8][9][10]
- 観客定員数 : 280名（1955年[1]） ⇒ 300名（1961年[2]） ⇒ 290名（1967年[8] - 1975年[9]） ⇒ 250名（1979年[10]）

## 概要
第二次世界大戦後の1951年（昭和26年）1月、大阪府貝塚市海塚町92番地（現在の同府同市海塚92番地）、貝塚駅東口近くに開館した。当時の同市内の映画館は、山村座（近木町1028番地、経営・山村儀三郎）、岸見館（津田町88番地、経営・神宮司清）、八千代館（海塚新町407番地、経営・村上朝一）、水間座（水間272番地、経営・鈴木はるゑ）の4館が戦前から存在していた。なかでも岸見館は、同市津田地区がまだ泉南郡麻生郷村大字津田であった1925年（大正14年）にはすでに存在し、初期の松竹キネマ（1920年発足）の上映館として営業しており、貝塚町大字近木之町の山村座、麻生郷村大字海塚新町の八千代館も、1930年（昭和5年）までには追って映画館となった。同館の開館当時、山村座の山村儀三郎（1888年 - 没年不詳）、八千代館の村上朝一（1906年 - 没年不詳）はともに同市議会議員であり、同市の有力者であった。そんななかで最後発であった同館は、開館当時の経営は西村昇の個人経営であり、西村が支配人を兼ね、観客定員数は280名、番組は大映と洋画（輸入映画）を混映する映画館であった。同館の登場により、同市内の映画館は合計5館に増えた。
開業10年を経て、1961年（昭和36年）には支配人に西村克己（西村克巳）が就任、翌1962年（昭和37年）には、創業者の西村昇が退き、西村克己が経営を兼任している。『映画年鑑 1963』によれば、同年2月5日、水間座が火災により全焼、そのまま閉館している。すでに岸見東映と改称（1959年）、東映の独立系封切館になっていた岸見館も、同年中に閉館しており、同市内の映画館は突然3館に減少した。同市内の東映系封切は、山村座が継承し、貝塚東映と改称している。1964年（昭和37年）には八千代館が閉館、同市内の映画館は、同館と貝塚東映の2館のみになった。ニチボー貝塚（のちのユニチカ・フェニックス）に所属し、いわゆる「東洋の魔女」のコーチ兼主将として、同年10月の東京オリンピックで日本女子バレーボールチームの優勝に貢献した河西昌枝（1933年 - 2013年）が、のちに同市内で行った講演で「山村座・八千代館に映画を見に行くのが唯一の楽しみ」と語ったのは、この時代までのことである。同市半田にあったニチボー貝塚工場にもっとも近かったのは、貝塚駅の東口にある同館である。
1966年（昭和41年）に戦前の山村座の時代から続いてた貝塚東映が閉館し、同市内では最後の映画館となった。このころ、同館の番組編成は、松竹・東宝・大映・東映・日活の5社混映、同市内の興行は同館にすべて集中することになった。1970年（昭和45年）前後の時期には、同館の経営者は川崎田三郎（川崎旧三郎）に代わっており、西村克己あるいは西村ひさよが支配人として記録されるようになる。
1980年（昭和55年）、経営者・支配人がともに細田義一に代り、同館の経営から創業家の西村家の名が消える。細田は、1979年（昭和54年）前後には、大映出身の浅原隆三（1909年 - 没年不詳）が代表を務める同和商事が経営していた九条映劇・九条シネマ（大阪市西区）、岸和田日活劇場（のちの岸和田日劇、岸和田市）の支配人を兼務していた人物であり、同館の経営に携わるころには、同和商事の経営するいずれの映画館の支配人をも退き、浅原馨がその3館の後任支配人となった。
正確な月日は不明だが、1982年（昭和57年）には閉館、31年の歴史を閉じ、同市内の映画館はすべて消滅した。跡地は、Google ストリートビューによれば2012年（平成24年）4月現在、駐車場である。同館閉館の5年後、1987年（昭和62年）11月18日に開店したジャスコ貝塚店（現在跡地にイオン貝塚店、地蔵堂74番地）に貝塚ジャスコファミリーシアター1・2が開館して、同市内の映画館はある時期復活したが、2000年（平成12年）ころに閉館、ふたたび同市内には映画館がなくなった。